# Bakon (tradition)
Pour les articles homonymes, voir Bakon.
Le Bakon est un spiritisme malveillant dans la communauté Bassa spécialisée dans la communication avec les mânes des morts. 

## Description
Le Bakon est une confrérie de la communauté Bassa spécialisée dans la communication avec les mânes des morts.